# Лень Олег Віталійович
Олег Віталійович Лень (нар. 7 квітня 2002, Рава-Руська, Львівська область, Україна) — український футболіст, лівий захисник львівського «Руху», який виступає за «Карпати» (Л).

## Життєпис
Народився в місті Рава-Руська. Вихованець місцевого клубу «Рава», у футболці якого з 2011 по 2015 році виступав у юнацькому чемпіонаті Львівської області. У 2015 році потапив до структури «Карпат», у складі яких до 2019 року виступав у ДЮФЛУ. У сезоні 2019/20 році виступав за «Карпати» в юнацькому чемпіонаті України.
У вересні 2020 року перейшов до «Руху». В сезоні 2020/21 років виступав за львівський клуб в юнацькому та молодіжному чемпіонаті України. У середині липня 2021 року відправився в оренду до завершення сезону в «Прикарпаття». У футболці франківського клубу дебютував 24 липня 2021 року в переможному (6:0) виїзному поєдинку 1-го туру Першої ліги України проти «Ужгорода». Олег вийшов на поле в стартовому складі та відіграв увесь матч.
- Статистика виступів гравця на офіційному сайті УАФ
- Візитна картка футболіста на офіційному сайті УПЛ [Архівовано 21 грудня 2021 у Wayback Machine.]
- Профіль футболіста на офіційному сайті ПФЛ
- Профіль футболіста на сайті soccerway.com (англ.) (нім.)
- Лень Олег Віталійович на сайті transfermarkt.com (англ.)
- Лень Олег Віталійович на сайті PlaymakerStats.com (англ.)
- Профіль гравця [Архівовано 20 грудня 2021 у Wayback Machine.] на сайті soccerpunter.com
- Профіль гравця [Архівовано 21 грудня 2021 у Wayback Machine.] на сайті footballdatabase.eu
- Профіль гравця [Архівовано 21 жовтня 2021 у Wayback Machine.] на офіційному сайті ФК «Прикарпаття» (Івано-Франківськ)